# Conférence d'Hampton Roads

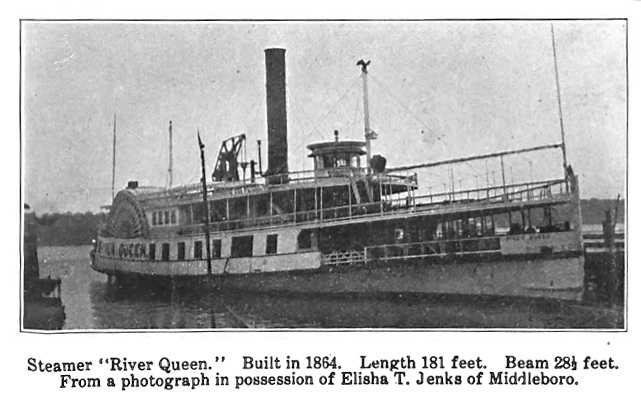
Le River Queen.

La conférence d'Hampton Roads est une conférence de paix qui eut lieu le 3 février 1865 sur le River Queen entre de hauts responsables à la fois de l'Union et de la Confédération pour discuter des conditions pour mettre fin à la guerre de Sécession. Le président des États-Unis Abraham Lincoln et le secrétaire d'État des États-Unis William Henry Seward, représentant l'Union, ont rencontré trois commissaires de la Confédération : le vice-président Alexander Stephens, le sénateur Robert M. T. Hunter et le secrétaire adjoint à la guerre John Archibald Campbell (en).
À la fin de la conférence et après le retour des représentants, le président de la Confédération Jefferson Davis a annoncé qu'il n'y aurait pas de compromis.